# Proposition Infinity
Proposition Infinity (рус. Поправка «Бесконечность») — четвёртый эпизод шестого сезона мультсериала «Футурама».

## Сюжет
Эпизод посвящён робосексуальным отношениям между Эми и Бендером. В начале эпизода Киф и Эми живут совместной жизнью, что означает, что он простил её за отношения с Зеппом в «Футурама: Зверь с миллиардом спин». Однако выясняется, что Эми нравятся преимущественно плохие парни. А кто идеальный плохой парень? Конечно же, Бендер! Эми готова развестись с Кифом и выйти замуж за Бендера, но браки между людьми и роботами запрещены. Принятие поправки №{\displaystyle \infty } наконец-то позволит решить эту проблему, но у поправки множество противников, в том числе родители Эми и профессор Хьюберт Фарнсворт. Кажется, что у поправки нет шансов.
Однако на дебатах, посвящённых поправке, выяснилось, что Профессор сам испытывал в молодости влечение к женороботу. Но женоробот изменил ему с роботом. Поправка была принята, но Бендер и Эми так и не поженились: Бендер не мог долго жить с одной партнёршей и вернулся к своей обычной полигамной жизни с женороботами. Зато к Эми вернулся Киф, на этот раз в косухе и на мотоцикле.

## Персонажи
Список новых или периодически появляющихся персонажей сериала
- Гипер-цыплёнок
- Лео и Инез Вонг
- Смитти
- Урл
- Роберто
- Робопроповедник
- Робот-Гедонист
- Робот-Толстяк

## Изобретения будущего
- Консервирование погоды — технология для помещения какого-либо вида погоды в стеклянную банку.